# Tōkaidō
Tōkaidō (東海道 „Drumul Mării de Răsărit”?) a fost cel mai important dintre cele 5 rute principale japoneze din perioada Edo, care conecta sediul șogunatului, Edo, (actualmente, Tokyo) de capitală, Kyoto. Lungimea era de cca 488 km. Din cei cca 250 de domnitori feudali („daimyō”) care erau în Japonia, cam 150 foloseau acest drum când vizitau sediul șogunului la Edo.

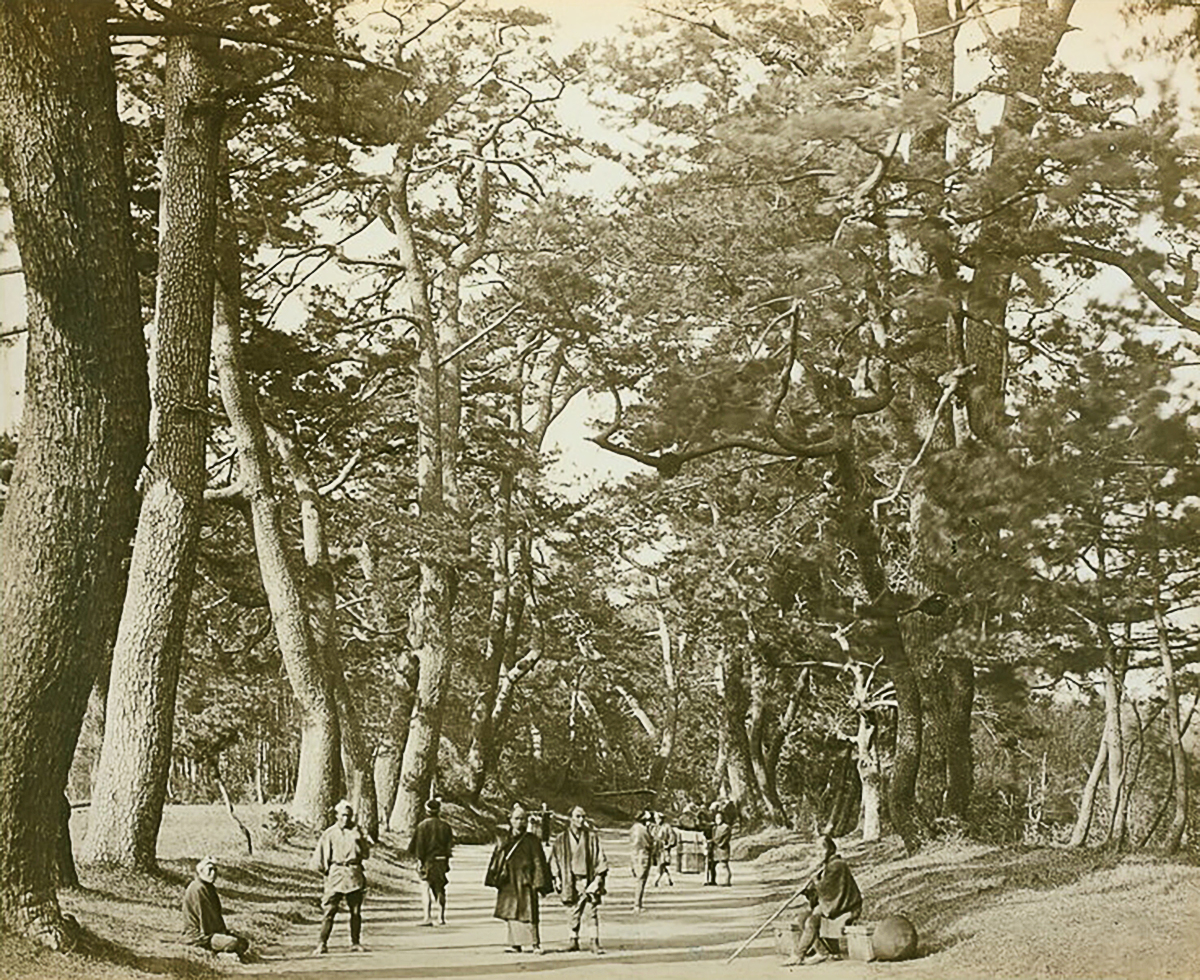
Drumul Tōkaidō, 1865

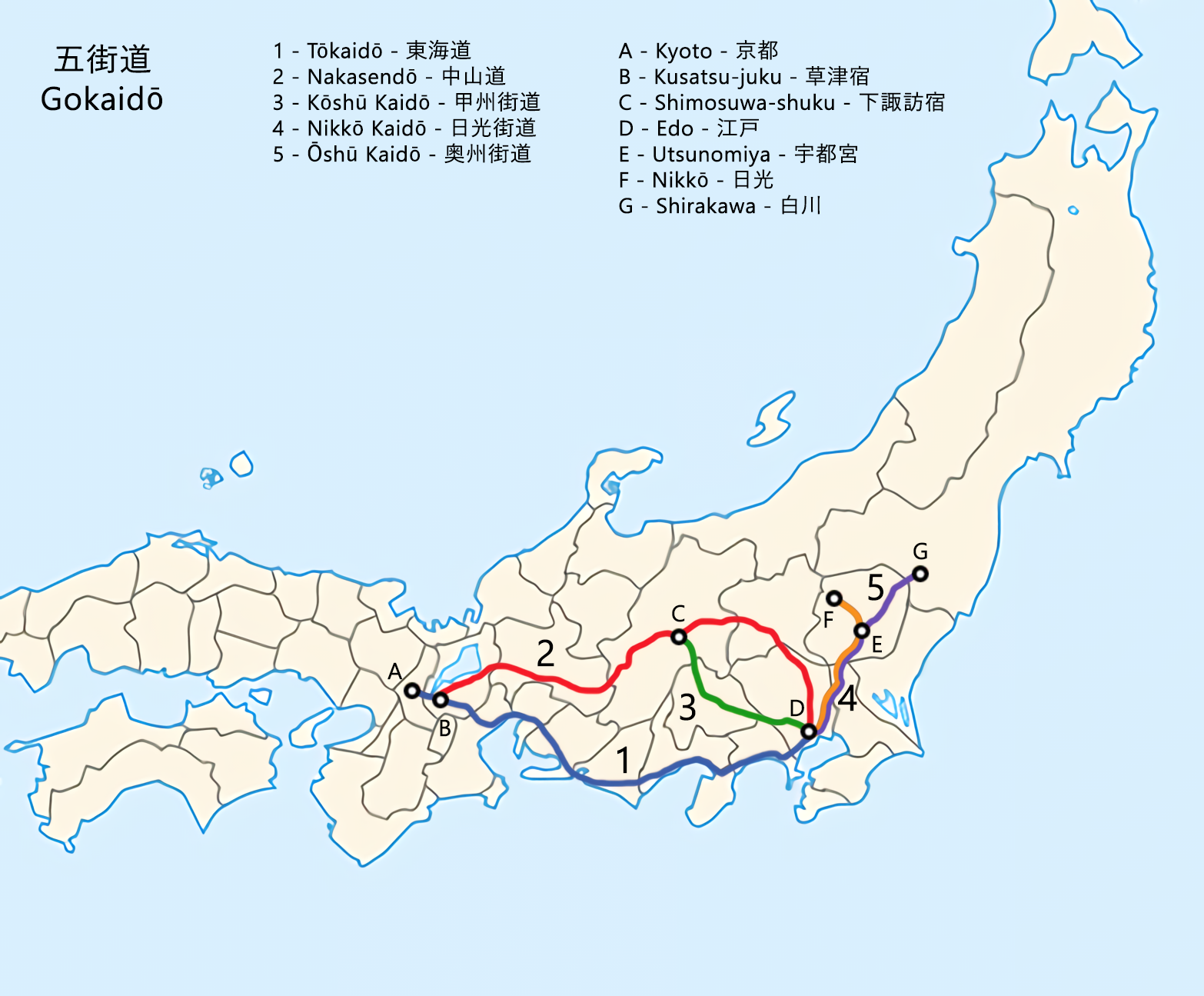
Cele cinci rute principale din era Edo (E este Tōkaidō)

Călătoriile se făceau de obicei pe jos, sau pentru cei mai bogați în palanchin, transportul cu căruța fiind interzis deoarece șogunii Tokugawa doreau să îngreuneze logistica unei eventuale rebeliuni a daimyō-ilor dacă s-ar fi îndreptat spre Edo. Transportul mărfurilor avea loc cu cai. Femeile nu aveau voie să călătorească singure, având obligația să fie acompaniate de bărbați.
Inițial, de-a lungul traseului erau 53 de stații oficiale (numite shukuba) (apoi s-au mai adăugat câteva), unde călătorii puteau înnopta, schimba caii (existau cam 100 de cai și 100 de hamali la fiecare stație). Fiecare stație avea cam 50-200 de hanuri. Existau și unele bariere unde călătorii trebuiau să prezinte acte de identitate și permise de călătorie. Se zice că cel mai strict control avea loc la Hakone no seki, unde grănicerii căutau să prindă contrabandiștii de arme, sau femei care încercau să fugă.Ambele ar fi putut însemna o rebeliune a daimyō-ilor. Femeile daimyō-ilor din provincie erau obligate să stea la Edo ca prizoniere, în sistemul numit sankin kōtai.
Lățimea drumului, care era făcut dintr-un strat de pietriș sfărâmat peste care era nisip, era de cca 5,5 m. Porțiunile în pantă erau pavate cu piatră pentru a preveni eroziunea. Fiecare ri era marcat de o moviliță pe care era plantat un pin sau un enoki (Celtis sinensis var. japonica), iar la intersecții erau semne de piatră care indicau direcția.
Majoritatea râurilor de-a lungul drumului aveau poduri, bac sau putea fi trecute printr-un vad. Când erau inundații, călătorii trebuiau câteodată să folosească drumul alternativ, mai dificil, Nakasendō.
În artele plastice, ruta Tōkaidō este cunoscută și datorită seriei de xilogravuri numită „Cele 53 de stații ale drumului Tōkaidō” a lui Hiroshige.

## Stațiile
1. Nihonbashi
2. Shinagawa
3. Kawasaki
4. Kanagawa
5. Hodogaya
6. Totsuka
7. Fujisawa
8. Hiratsuka
9. Ōiso
10. Odawara
11. Hakone
12. Mishima
13. Numazu
14. Hara
15. Yoshiwara
16. Kambara (azi: Shimizu-ku, Shizuoka)
17. Yui
18. Okitsu
19. Ejiri
20. Fuchū
21. Mariko
22. Okabe
23. Fujieda
24. Shimada
25. Kanaya (azi: Shimada)
26. Nissaka
27. Kakegawa
28. Fukuroi
29. Mitsuke
30. Hamamatsu
31. Maisaka (azi: Hamamatsu)
32. Arai
33. Shirasuka
34. Futagawa
35. Yoshida
36. Goyu
37. Akasaka
38. Fujikawa
39. Okazaki
40. Chiryū
41. Narumi
42. Miya
43. Kuwana
44. Yokkaichi
45. Ishiyakushi
46. Shōno
47. Kameyama
48. Seki (azi: Kameyama)
49. Sakashita (azi: Kameyama)
50. Tsuchiyama (azi: Kōka)
51. Minakuchi (azi: Kōka)
52. Ishibe (azi: Konan)
53. Kusatsu
54. Ōtsu
55. Sanjō
56. Ōhashi

## Galerie

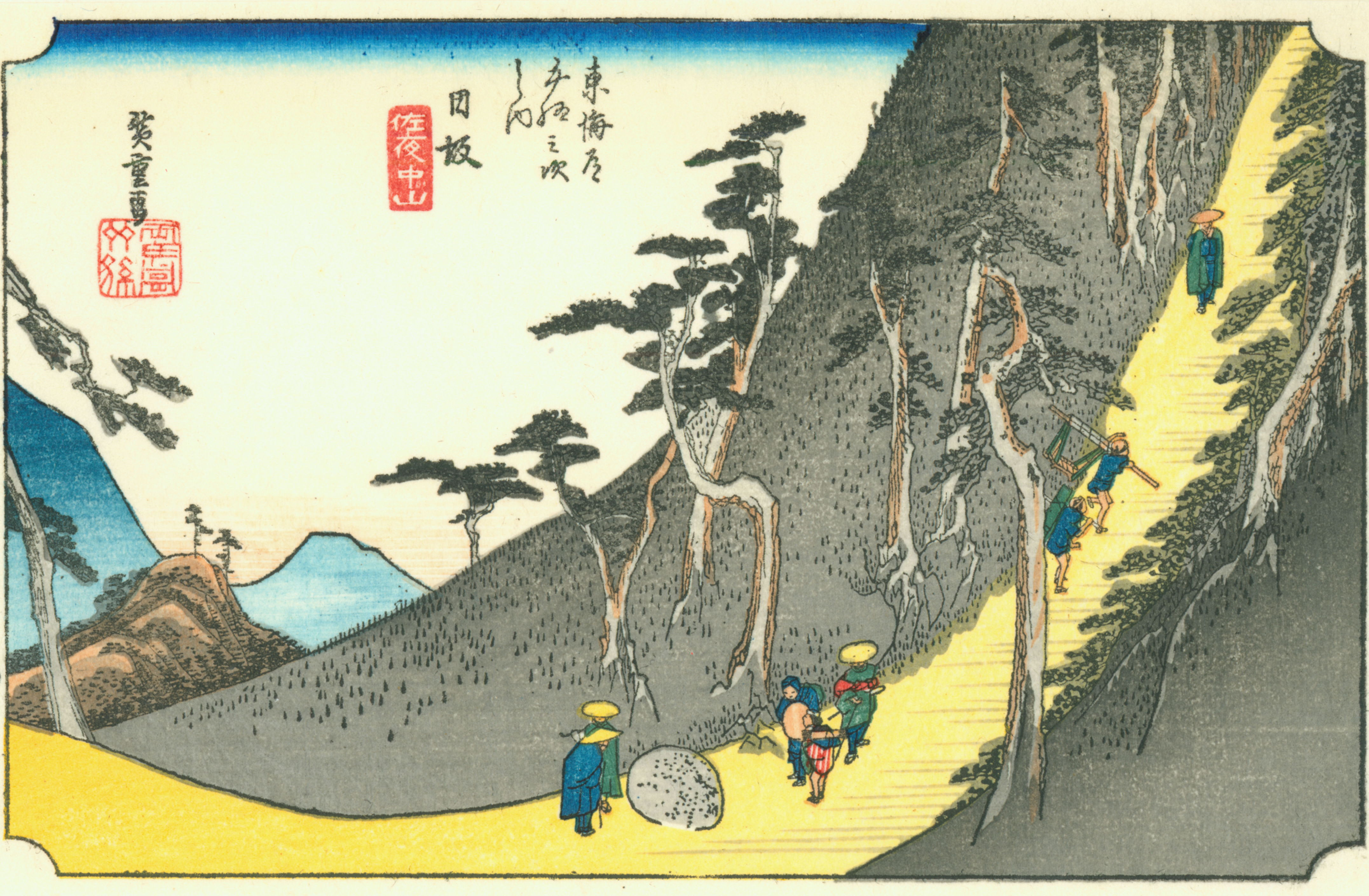
Peisaj din apropiere de staţia Nissaka; actualmente, Kakegawa
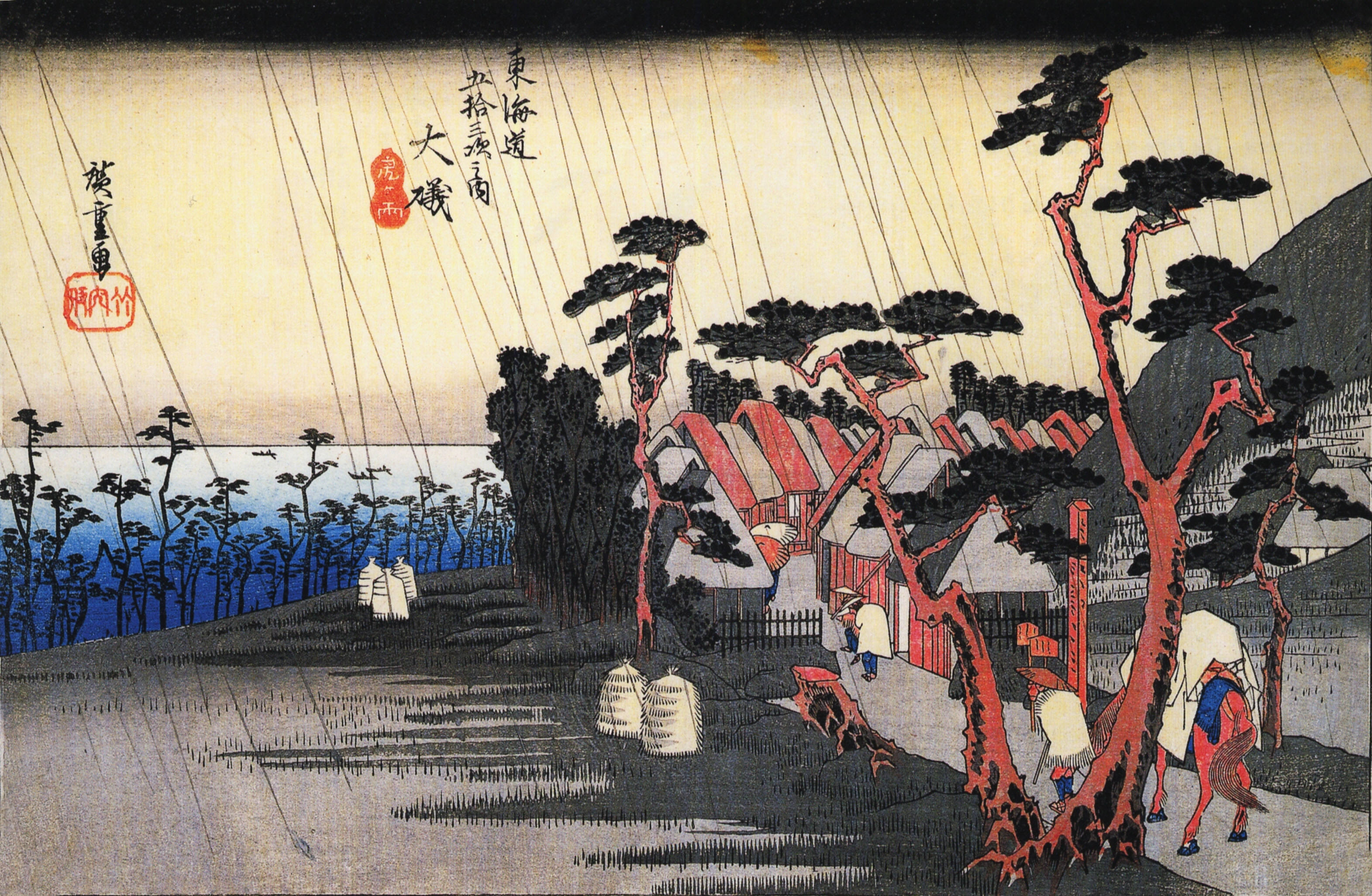
Peisaj din apropiere de staţia Ōiso
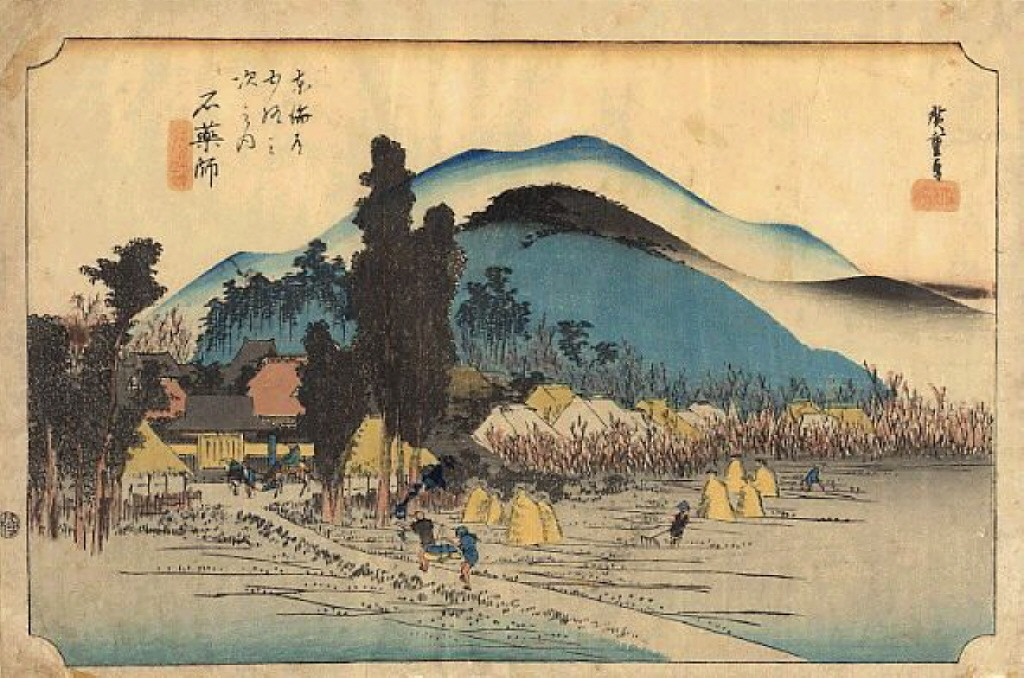
Peisaj din apropiere de staţia Ishiyakushi